# Mikajel Mowsessi Poghosjan
Mikajel Mowsessi Poghosjan (armenisch Միքայել Մովսեսի Պողոսյան; * 31. Mai 1965 in Jerewan, ArSSR, Sowjetunion) ist ein armenischer Schauspieler, Kabarettist, Sänger und Fernsehpersönlichkeit.

## Leben
Poghosjan wurde am 31. Mai 1965 in Jerewan geboren. Er schloss 1978 das Acting Department of Yerevan Fine Arts and Theatre Institute ab. Als Theaterdarsteller gehörte er von 1976 bis 1991 dem Ensemble des Jerewan Chamber Theaters an. Von 1978 bis 1992 war er zusätzlich Schauspieler des armenischen Filmstudios Armenfilm. Anschließend wirkte er von 1992 bis 1994 in Stücken des Hamazgayin Jerewan Drama Theaters mit. Seit Beginn der 1980er Jahre wirkte er in verschiedenen Filmproduktionen mit. So war er 1998 in mehreren Rollen im Film Yerevan Blues zu sehen. 2009 übernahm er die titelgebende Hauptrolle des Maestro im gleichnamigen Film. Dort konnte er sich mit Instrumentalmusik einbringen. 2016 spielte er im Filmdrama Earthquake – Die Welt am Abgrund die Rolle des Erem.
Als Juror wirkte er in der armenischen Version von Pop Idol und The Voice of Armenia mit.

## Filmografie (Auswahl)
- 1982: Snowdrops and Edelweiss (Dzentzaghikner yev Edelveysner oder Podsnezhniki i edelveysy/Подснежники и эдельвейсы)
- 1986: The Last Sunday (Verjin kirakin oder Poslednee voskresene/Последнее воскресенье)
- 1991: The Voice in the Wilderness (Dzayn barbaro.../Глас вопиющий)
- 1997: Khatabalada (Хатабалада)
- 1998: Yerevan Blues (Ереван Блюз)
- 2001: Symphonie der Stille (Lr'owt'yan simfonia/Լռության սիմֆոնիա)
- 2001: Khent hreshtak
- 2007: The Rope (Kurzfilm)
- 2007: Troe i Snezhinka (Трое и Снежинка)
- 2009: Maestro
- 2012: If Only Everyone (Ete Bolory)
- 2012: Lost and Found in Armenia
- 2013: My Name Is Viola
- 2014: Thank You, Dad
- 2016: Earthquake – Die Welt am Abgrund (Zemletryasenie/Землетрясение)